# Janków Zaleśny
Janków Zaleśny – wieś w Polsce, położona w województwie wielkopolskim, w powiecie ostrowskim, w gminie Raszków
Część wsi Jankowo należąca do starostwa odolanowskiego, pod koniec XVI wieku leżała w powiecie kaliskim województwa kaliskiego. 
| SIMC    | Nazwa   | Rodzaj    |
| ------- | ------- | --------- |
| 0207586 | Florek  | część wsi |
| 0207592 | Majchry | część wsi |
| 0207600 | Nychy   | część wsi |

## Położenie
Janków Zaleśny jest położony nad rzeką Kuroch, na wschodnim skraju powiatu, 12 km na od Ostrowa.

## Historia
Znany od 1246 roku jako Iancovo, wieś kościelna, własność arcybiskupstwa w Gnieźnie. Od II połowy XV wieku własność królewska. Przed 1932 rokiem miejscowość położona była w powiecie odolanowskim, w latach 1975-1998 w województwie kaliskim, w latach 1932-1975 i od 1999 w powiecie ostrowskim.

## Zabytki
- grodzisko pierścieniowate w lesie, obwód 190 m, wysokość wałów do 3 m, z brukiem z kamieni polnych w kotlince,
- kościół św. Wojciecha z lat 1905-1908, eklektyczny, z polichromią Wacława Taranczewskiego z 1945 roku,
  - ołtarz główny z obrazem Matki Boskiej z Dzieciątkiem z XV wieku,
  - ołtarz boczny z obrazem św. Józefa z XVIII wieku,
- szkoła z 1854 roku,
- pomnik powstańców wielkopolskich z 1932, zniszczony podczas II wojny światowej, odbudowany w 1948 roku.